# Energie solară fotovoltaică
Energia solară fotovoltaică este energia produsă prin celule fotovoltaice solare, care convertesc lumina soarelui direct în energie electrică. Celulele solare erau înainte folosite adesea pentru alimentarea, fără baterii electrice, a calculatoarelor de buzunar și a ceasurilor. Ele sunt fabricate din materiale semiconductoare similare cu cele utilizate în electronică la cipurile semiconductoare din componența dispozitivelor semiconductoare.

## Principiu
Când lumina soarelui este absorbită de aceste materiale, energia solară este convertită cu ajutorul participării particulelor subatomice, iar fluxul dirijat de electroni ce ia naștere reprezintă electricitatea. Acest proces de conversie a energiei luminii în energie electrică se numește efect fotovoltaic. De aceea, celulele fotovoltaice nu trebuie confundate cu alte sisteme de conversie ale energiei solare. Ele sunt notate cu simbolul PV.

#### Descoperirea efectului fotovoltaic[1]
Fenomenul fotovoltaic a fost descoperit pentru prima dată în anul 1839 de către fizicianul francez Alexandre Edmond Becquerel. În prezent, acest efect este utilizat într-o gamă largă de tehnologii, inclusiv în panourile solare, pentru a genera electricitate într-un mod curat și regenerabil.

#### 1873 - Descoperirea fotoconducției seleniului[2]
În anul 1873, inginerul britanic Willoughby Smith a realizat o descoperire semnificativă care a avut un impact important asupra dezvoltării tehnologiei solare fotovoltaice. Smith a constatat că seleniul, un element chimic metalic, prezintă proprietăți fotoconductoare, adică rezistența sa electrică se modifică atunci când este expus la lumină. Această descoperire a marcat un pas esențial în explorarea proprietăților fotovoltaice ale diferitelor materiale, contribuind în mod semnificativ la progresele tehnologiei solare. Seleniul a fost astfel recunoscut ca un element cu potențial în captarea energiei solare și transformarea acesteia în electricitate, stabilind temelia pentru cercetarea ulterioară în domeniul energiei regenerabile.

#### 1877 - Descoperirea efectului fotoelectric de către Adams și Day[3]
În 1877, fizicienii William Grylls Adams și Richard Evans Day au realizat o descoperire semnificativă care a deschis calea către dezvoltarea energiei solare. Ei au descoperit că seleniul, un element chimic cu proprietăți semiconductoare, poate genera electricitate atunci când este expus la lumină, fără a avea nevoie de vreun tip de încălzire sau de mișcare mecanică. Până atunci, generarea de electricitate necesită de obicei o formă de energie cinetică sau termică.

## Grupare în module
Panourile solare fotovoltaice sunt, de obicei, structuri de celule fotovoltaice elementare grupate în module, care conțin aproximativ 40 de celule. Un număr mai mare din aceste module pot forma unități cu suprafețe de câțiva metri pătrați. Aceste panouri sunt plate și pot fi montate sub un unghi de expunere către sud, fix, sau pot fi montate pe un dispozitiv autoreglabil de urmărire a soarelui, care să le permită să capteze lumina soarelui în decursul unei întregi zile. 

## Putere electrică
Mai multe panouri interconectate pot furniza suficientă energie pentru uzul casnic al unei locuințe. Pentru utilajele electrice de mare putere sau pentru aplicații industriale sau de utilitate publică sunt necesare sute de panouri ce vor fi interconectate pentru a forma un singur, unitar PV-sistem, mai mare.

## Tehnologie
Celulele solare utilizează straturi de materiale semiconductoare doar câțiva microni grosime. Saltul de tehnologie a făcut posibil ca aceste să poată fi integrate perfect în fațade, pe acoperișuri, etc. Unele celule solare sunt proiectate pentru a funcționa cu lumină de la Soare concentrată. Aceste celule sunt construite bazându-se pe concentrare a luminii folosind o lentilă corespunzător poziționată. Această abordare are atât avantaje și dezavantaje în comparație cu panourile plate. 
Principala idee este de a folosi foarte puțin costisitoarea parte de semiconductor din panourile fotovoltaice în timp ce colectarea de lumina solara să fie optimizată cât mai mult. Dar, pentru că lentilele trebuie să fie permanent orientate spre soare, utilizarea de colectoare solare concentrate este deocamdată puțin răspândită. 

## Randament
Performanța unei celule fotovoltaice este măsurată după intensitatea curentului electric produs de ea. Din acest motiv panourile solare fotovoltaice au în cel mai bun caz o eficiență de 15%. O eficiență atât de mică a unui panou conduce la un număr mare de panouri necesare și deci înseamnă costuri mai mari. Îmbunătățirea celulelor solare este principalul obiectiv  actual și de viitor al industriei fotovoltaice pentru îmbunătățirea randamentului. Primele celule fotovoltaice aveau 4% eficiență și au fost produse în anul 1950. Astăzi a treia generație de panouri fotovoltaice conțin celule cu o eficiență de 20% și se pare că în câțiva ani aceasta să crească.